# Katolička Crkva u Češkoj
Katolička Crkva u Češkoj je dio svjetske Katoličke Crkve, pod duhovnim vodstvom pape i rimske kurije.
Katolička Crkva u Češkoj broji 1,08 milijuna vjernika, koji prema popisu iz 2011. čine jednu desetinu stanovništva Češke. Crkva je podijeljena na 8 dijeceza (biskupija) uključujući i dvije nadbiskupije. Iako Katolička Crkva ima najveći udio među kršćanstvom u Češkoj, povijesno gledajući je Češka bila mnogo priklonjenija i pod mnogo većim utjecajem protestantizma i husita, a od dolaska komunističkog režima na vlast do danas se u Češkoj najviše ljudi (oko 40%) izjašnjava ateistima. Za razliku od Poljaka, tijekom komunističkog režima mnogo Čeha je prešlo na ateizam kako bi si olakšalo život i pridobili komuniste, dok su Poljaci i u komunizmu imali visoki udio katolika. Katolicizam je u Češkoj opstao zbog snažnog utjecaja u vrijeme Austro-Ugraske Monarhije, a Katolička Crkva u Češkoj je u vremenu političkih promjena i revolucija 1848. – 1849. odigrala važnu ulogu u buđenju nacionalne svijesti i vjere u češku neovisnost. Kako i tada Crkva je budila svijest i težnju za neovisnošću i u vrijeme komunizma.

## Ustroj
Bohemijska metropolija:
- Praška nadbiskupija sa sljedećim sufraganima:
  - Plzeňska biskupija
  - Litoměřička biskupija
  - Českobudjejovička biskupija
  - Biskupija Kraljičina Gradca

Moravska metropolija:
- Olomoucka nadbiskupija sa sljedećim sufraganima:
  - Brnska biskupija
  - Ostravsko-opavska biskupija

Vojni ordinarijat Češke
Zanimljivost je da od 1370 katoličkih svećenika u Češkoj, njih 200 čine Poljaci.